# Paul Tanner
Paul Ora Warren Tanner (Skunk Hollow, Kentucky, 15 oktober 1917 – Carlsbad (Californië), 5 februari 2013) was een Amerikaans componist, trombonist en muziekpedagoog. Hij gebruikte ook het pseudoniem: NOSCN.

## Levensloop
Tanner studeerde aan de Universiteit van Californië (UCLA) in Los Angeles, waar hij met Magna cum laude gradueerde. Hij behaalde zijn Master of Music en promoveerde tot Ph.D. aan deze universiteit. Verder studeerde hij privé bij Stefan Wolpe en Roy Harris. Van 1938 tot 1942 was hij trombonist in de Glenn Miller Band.  In 1942 werd hij samen met Glenn Miller ingetogen en zij kwamen naar het United States Army Air Corps. Na de Tweede Wereldoorlog werkte hij samen met de orkesten van Charlie Spivak, Les Brown en Tex Beneke. Zo werd hij met Henry Mancini bekend. 
Tanner vertrok naar Los Angeles en was een van de eerste leden van het orkest van American Broadcasting Company television in dat hij 16 jaren meewerkte. Daarbij speelde hij onder leiding van beroemde dirigenten zoals Eugene Ormandy, Arturo Toscanini, Bruno Walter, Leonard Bernstein, Zubin Meta, Walter Hendi en André Previn. Tanner was een favoriete solo trombonist voor verschillende studio-componisten zoals Henry Mancini, Pete Rugolo, Neal Hefti en Nelson Riddle.
Sinds 1958 was hij professor aan de Universiteit van Californië (UCLA) in Los Angeles en bleef 23 jaren in deze functie. 
Tanner heeft vanaf 1958 het elektrotheremin ontwikkeld en zelf bespeeld. Het instrument is in verschillende songs van The Beach Boys te beluisteren, de bekendste songs met gebruik van het elektrotheremin zijn "Good Vibrations", "Wild Honey" en "I Just Wasn't Made For These Times" van de Beach Boys. 
Hij componeerde werken voor trombone in gevarieerd niveau van gecompliceerde dubbel concerten tot simpele solo's voor jonge trombonisten. Ook schreef hij verschillende methodes voor trombone en een belangrijk book over de geschiedenis van de jazz.

## Composities

### Werken voor harmonieorkest
- 1965 Concert, voor trombone en harmonieorkest
- 1967 Aria, voor trombone duet en harmonieorkest

### Werken voor orgel
- Fantasie, voor orgel, op. 101

### Filmmuziek
- Discovering Jazz

### Pedagogische werken
- Student Instrumental Course, Studies and Melodious Etudes for Trombone, Level I
- Student Instrumental Course, Studies and Melodious Etudes for Trombone, Level II
- Student Instrumental Course, Studies and Melodious Etudes for Trombone, Level III
- Student Instrumental Course, Trombone Student, Level II
- Student Instrumental Course, Tunes for Trombone Technic, Level I
- Student Instrumental Course, Tunes for Trombone Technic, Level II
- Student Instrumental Course, Tunes for Trombone Technic, Level III

## Publicaties
- Paul Tanner, David W. Megill, Maurice Gerow: Jazz, McGraw-Hill, 2004, ISBN 0072945435
- Paul Tanner, Maurice Gerow: A Study of Jazz, 1984, ISBN 0697035670
- Paul Tanner: Conversations with a Musician, Cosmo Space of America Co., Ltd., Los Angeles, 260 p.
- Paul Tanner, Bill Cox: Every Night was New Year's Eve, on the Road with Glenn Miller, Cosmo Space of America Co., Ltd., Los Angeles, January 1992, 124 p., ISBN 4947544082
- Paul Tanner: Sideman: Stories About The Band, Cosmo Space of Amer Co Inc, ISBN 0970016700
- Paul Tanner: Practical Hints on Playing the Trombone, Warner Bros Pubns & Alfred Pub Co., March 1985, 36 p., ISBN 0769224121

- Bibsys: 2065221
- Bibliothèque nationale de France: cb13922539f (data)
- Gemeinsame Normdatei: 139077243
- International Standard Name Identifier: 0000 0001 0983 1060
- Library of Congress Control Number: n81035957
- Nationale Bibliotheek van Letland: 000036295
- MusicBrainz: 37f1070c-3941-4216-9b27-40a670a6f1a6
- Nationale Bibliotheek van Tsjechië: jn19990008416
- Nederlandse Thesaurus van Auteursnamen: 074730916
- SNAC: w6154ss6
- Trove: 1250355
- Virtual International Authority File: 67782177
- WorldCat: E39PBJtrRjF3h7VvgTxqKQbPQq